# Issa Hayatou
Issa Hayatou (sinh ngày 9 tháng 8 năm 1946 - mất ngày 8 tháng 8 năm 2024) là một cựu vận động viên thể thao và nhà quản lí bóng đá người Cameroon. Ông giữ chức chủ tịch FIFA từ ngày 8 tháng 10 năm 2015 đến 26 tháng 2 năm 2016 sau khi người tiền nhiệm Sepp Blatter bị cấm mọi hoạt động liên quan đến bóng đá vào năm 2015 do nghi vấn tham nhũng và rửa tiền. Ông từng là chủ tịch của Liên đoàn bóng đá châu Phi (CAF) từ năm 1988 đến 2017. Năm 2002, ông ra tranh cử chủ tịch FIFA nhưng bị Blatter đánh bại. Ông cũng là thành viên của Ủy ban Olympic quốc tế (IOC).